# Ibn Yubair
Ibn Yubair o Yabar (1 de septiembre de 1145 - 29 de noviembre de 1217; en árabe ابن جبير), también conocido como Ibn Jubair, Ibn Jobair y Ibn Djubayr, fue un geógrafo, viajero, literato y poeta de al-Ándalus.

## Biografía
Nació en Valencia (quizás Játiva, Valencia), entonces capital de una taifa andalusí, hijo de un funcionario público. Estudió en Játiva, para trasladarse después a Granada, donde según el estilo de la época estudia el Corán, los hadices, derecho y literatura, y más tarde se convirtió en secretario de cancillería del gobernador almohade de esa ciudad, Abu Said ‘Utman b. ‘Abd al-Munim, hijo del califa almohade de Al-Ándalus. Durante esta estancia compuso muchos poemas, pero en 1182 tomó la decisión de llevar a cabo su deber de la peregrinación a La Meca con el fin de expiar un pecado, supuestamente obligado por el gobernador almohade de Valencia o como resultado de una crisis religiosa interior.

## Viajes

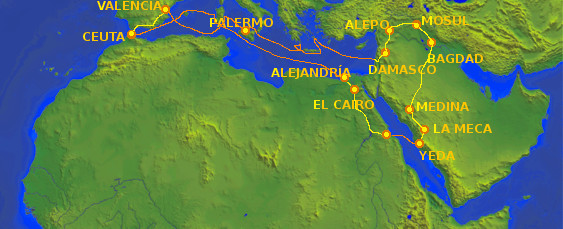
Mapa de la primera travesía de Ibn Yubair desde Ceuta hasta La Meca.

### El viaje por mar desde Ceuta a Alejandría
Ibn Yubair salió de Granada y cruzó el Estrecho de Gibraltar hacia Ceuta. Abordó en Ceuta un barco genovés el 24 de febrero de 1183 y zarpó hacia Alejandría. Su viaje por mar lo llevó más allá de las Islas Baleares y, a continuación, a través de la costa occidental de Cerdeña. Entre Cerdeña y Sicilia el buque se encontró con una fuerte tormenta, sobre la que tanto los italianos como los musulmanes a bordo que tenían experiencia de la mar dijeron «estar de acuerdo en que nunca en sus vidas habían visto tal tempestad». Después de la tormenta el buque pasó por Sicilia, Creta y luego viró hacia el sur y cruzó a lo largo de la costa del norte de África, llegando a Alejandría el 26 de marzo.

### Egipto
Todas las descripciones de los lugares que visitó en Egipto están llena de elogios para el nuevo gobernante sunita, Saladino. Por ejemplo, dice de él que: «No hay congregación ordinaria o mezquita, ni mausoleo construido sobre una tumba, ni hospital, ni universidad teológica donde la abundancia del Sultán no se extienda a todos los que buscan vivienda o viven en ellos». Señala asimismo que cuando las inundaciones del Nilo no son suficientes, Saladino reduce el impuesto sobre la tierra de los agricultores, o que «tanta es la justicia y seguridad que ha traído a sus rutas que los hombres en sus tierras pueden dedicarse a sus asuntos por la noche y no temer a la oscuridad». Ibn Yubair, por otro lado, no menciona a los cristianos coptos, que formaban la gran mayoría de la población egipcia de la época, y denigra frecuentemente a la anterior dinastía chiita, los fatimíes.

### Alejandría
A su llegada a Alejandría Ibn Yubair mostró su molestia con los funcionarios de aduanas que insistían en la recaudación del zakat de los peregrinos, independientemente de si estaban obligados a pagar o no. En la ciudad visitó el Faro de Alejandría, que en ese momento estaba todavía en pie, y se sorprendió por su tamaño y esplendor. También le impresionaron la libertad de los colegios, albergues para estudiantes extranjeros, los baños y los hospitales de la ciudad, pagados por las fundaciones religiosas y los impuestos sobre los dhimmis judíos y cristianos de la ciudad. Ibn Yubair mencionó que había entre 8.000 y 12.000 mezquitas en Alejandría, que dejó después de una estancia de ocho días para dirigirse a El Cairo.

### El Cairo
Después de un viaje de tres días Ibn Yubair llegó a El Cairo. En la ciudad visitó el cementerio de al-Qarafah, que contenía las tumbas de muchos personajes importantes en la historia del Islam, como Huséin, mártir chiita, y señaló que los esclavos cristianos extranjeros estaban ampliando los muros de la ciudadela con el objeto de rodear toda la ciudad. Otra de las obras en construcción que vio fue un puente sobre el Nilo, que sería lo suficientemente elevado como para no ser sumergido por la inundación anual del río. Describió asimismo un espacioso hospital gratuito que se dividía en tres secciones: para hombres, mujeres y enfermos mentales. Vio las pirámides, sin explicarse para qué se habían construido, así como la Esfinge, a la que los locales llaman "Padre de los terrores".

«las antiguas pirámides, construcciones maravillosas, espectáculo extraordinario, son de forma cuadrada, como si fuesen varias tiendas plantadas, alzándose en el aire del cielo y llenan en altura el espacio aéreo. La anchura de una de ellas, desde una de sus esquinas a la otra, es de 366 pasos. Han sido levantadas con enormes piedras talladas, ensambladas de forma impresionante en insólita cohesión (...). Si las gentes de la tierra deseasen demoler su construcción les sería imposible (...) nadie sabe lo que son, salvo Dios, poderoso y grande.»

## Otros viajes
Ibn Yubair ascendió después el Nilo hasta Asuán y cruzó el mar Rojo hacia Jedda y de ahí a Medina y La Meca, donde residió ocho meses. Más tarde se dirigió al norte hacia Jerusalén, Damasco, Mosul, Bagdad y Acre, volviendo en 1185 a través de Sicilia, de nuevo a bordo de un barco genovés. Su travesía no estuvo falta de peripecias, incluido un naufragio, y Yubair legó una detallada y muy gráfica descripción de los lugares que visitó durante sus viajes en su libro Los viajes (Rihla). A diferencia de sus contemporáneos, Yubair no escribe simplemente una mera recopilación de topónimos y descripciones de monumentos, sino que muestra un análisis en profundidad por medio de la observación de detalles geográficos, así como culturales, religiosos y políticos. Especialmente interesantes son sus notas acerca de la disminución de la fe de sus compañeros musulmanes en Palermo después de la reciente conquista normanda, y lo que percibió como la influencia musulmana sobre las costumbres de Guillermo II, rey de Sicilia.

## Importancia
La relevancia de Ibn Yubair como viajero se debe principalmente a que su libro Viajes es una de las fuentes más importantes con que se cuenta para saber cómo se encontraba el mundo mediterráneo en general, los países bajo dominio islámico, la Sicilia normanda, la navegación contemporánea y las relaciones entre musulmanes y cristianos en el siglo XII. Yubair es el creador de todo un género en la literatura árabe: la rihla o relación de viaje, que luego se continuará y reproducirá sistemáticamente por otros autores. Entre sus imitadores destaca el famoso viajero de Tánger Ibn Batuta, que se inspiró e incluso reprodujo párrafos exactos del relato del viajero valenciano.
Una cita famosa de Yubair es la famosa descripción de los musulmanes que viven en el Reino de Jerusalén tras la cruzada cristiana:[cita requerida]

«Hemos dejado Tibnin por una carretera pasando granjas donde viven los musulmanes, que prosperan bajo el dominio cruzado, que Alá nos preserve de tal tentación... Los musulmanes son propietarios de sus casas y se administran a su modo. Ésta es la forma en que las grandes granjas y aldeas están organizadas en territorio franco (cruzado). Muchos musulmanes están muy tentados a establecerse aquí cuando ven las terribles condiciones en que sus hermanos viven en los distritos bajo el mandato musulmán. Por desgracia para los musulmanes, tienen siempre motivos para quejarse sobre las injusticias de sus jefes en las tierras regidas por sus correligionarios, mientras que no pueden tener más que elogios para el comportamiento de los cruzados, en cuya justicia siempre pueden confiar.»

Yubair viajó hacia el Levante dos veces más (1189-1191 y 1217), pero no dejó constancia escrita de tales viajes, y murió en Egipto, donde parece que se dedicó a la enseñanza, durante el segundo de estos viajes.